# Generalizare defectuoasă
"Toate generalizările sunt periculoase, inclusiv aceasta."
O generalizare defectuoasă, cunoscută și ca eroare logică inductivă, este orice eroare de logică inductivă:

## Logica
O parte Q din eșantion are atributul A.
Prin urmare
O parte Q a întregii populații are atributul A.
O asemenea generalizare pornește de la o premisă despre o mostră și trasează concluzia despre populație.

## Erori logice inductive
- Generalizarea pripită este eroarea logică în care se examinează o mostră sau un eșantion nesemnificativ sau se studiază doar un singur caz, după care generalizându-se se consideră că acea examinare sau acel studiu este reprezentativ pentru toată clasa de obiecte sau fenomene.
- Excepția covârșitoare este relativă la generalizarea pripită, dar funționează invers. Este o generalizare care este acurată, dar care se referă la caracteristici care elimină suficiente cazuri (ca excepții); ceea ce rămâne este mult mai puțin impresionant decât la ceea ce se referea propoziția inițială.
- Eșantionul părtinitor
- Detaliul înșelător este o generalizare pripită care apelează la simțuri.
- Pledoaria specială statistică ce se comite când se interpretează statistici relevante pentru a se găsi modalitărți de a recalifica sau recuantifica datele doar a unei parți din rezultate, dar fără să se aplice același scrutin altor categorii.